# Mimastra maai
Mimastra maai is een keversoort uit de familie bladkevers (Chrysomelidae). De wetenschappelijke naam van de soort werd in 1936 gepubliceerd door Gressitt & Kimoto.